# 费鲁乔·瓦尔卡雷吉
费鲁乔·瓦尔卡雷吉（義大利語：Ferruccio Valcareggi，1919年2月12日—2005年11月2日），意大利足球运动员、教练。他曾带领意大利国家队参加1970年和1974年国际足联世界杯，及1968年欧洲足球锦标赛。